# Mutxamel
Mutxamel, en valencien et officiellement, (Muchamiel en castillan), est une commune de la province d'Alicante, dans la Communauté valencienne, en Espagne. Elle est située dans la comarque de l'Alacantí et dans la zone à prédominance linguistique valencienne.

## Géographie

Localisation de Mutxamel
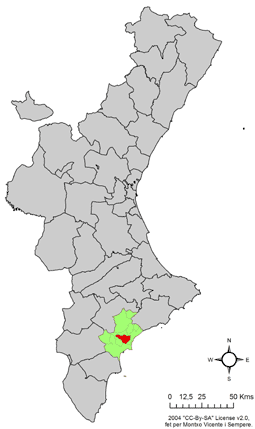
dans la Communauté valencienne.
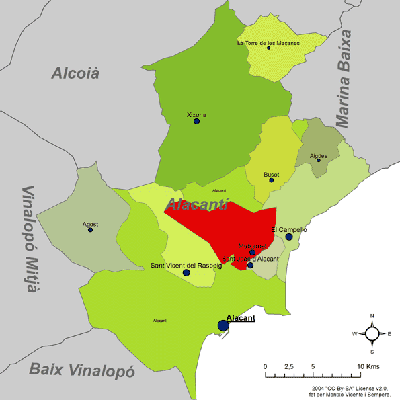
dans la comarque de l'Alacantí.

## Personnalités liées à la commune
- L'actrice, résistante et militante féministe Adelita del Campo (1916-1999)  et son époux Julián Antonio Ramírez (1916-2007), journaliste, acteur, tous deux résistants républicains espagnol durant la Seconde Guerre mondiale, y ont passé leur retraite[4].

### Sources
- (es) Varaciones de los municipios de España desde 1842, Ministerio de administraciones públicas, octobre 2008, 364 p. (lire en ligne) [PDF]